# Sarakap
Sarakap – wieś w Armenii, w prowincji Szirak. W 2011 roku liczyła 517 mieszkańców.